# Gillis van Coninxloo

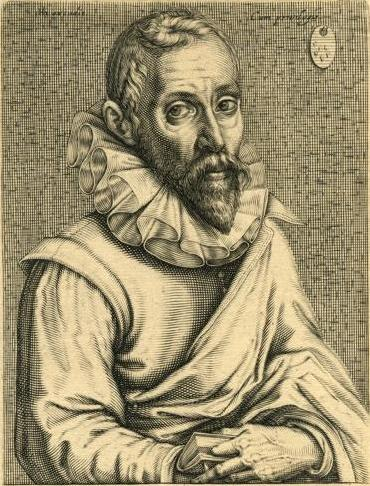
Gillis van Coninxloo (Kupferstich von Andries Jacobsz Stock)

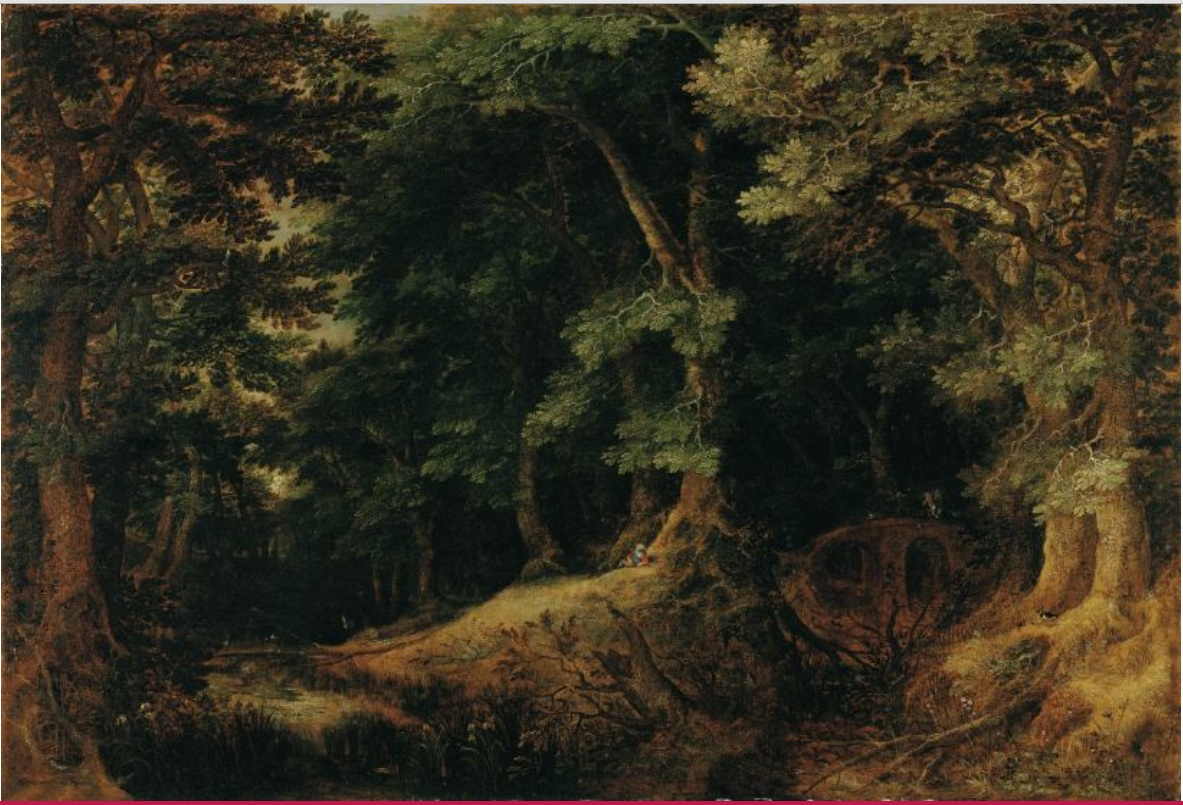
Waldlandschaft, Liechtenstein Museum, Wien

Gillis van Coninxloo (* 24. Januar 1544 in Antwerpen, Spanische Niederlande; † Todestag unklar, beerdigt am 4. Januar 1607, Amsterdam, Niederlande) war ein flämischer Maler und ist bekannt für seine Darstellung von Waldlandschaften.

## Lebenslauf
Sein Vater war der Künstler Jan van Coninxloo und seine Mutter Elisabeth Hasaert. Er ging bei den Malern Lenaert Kroes und Gillis Mostaert in die Lehre. Später reiste Coninxloo nach Frankreich und Italien, kehrte aber dann wieder nach Antwerpen zurück. 1570 wurde er Mitglied der Lukasgilde und heiratete Maeyken Robroeck. Sie gebar ihm drei Kinder.
Da Antwerpen 1585 von den Spaniern belagert wurde, entschied sich Coninxloo, die Stadt wegen religiöser Verfolgung zu verlassen und nach Zeeland zu gehen. Schließlich ließ er sich 1587 in Frankenthal nieder. Er war der bedeutendste Vertreter der Frankenthaler Malergruppe, zu der auch Anton Mirou, Pieter Schoubroeck, Henrick Gijsmans und Hendrick van der Borcht gehörten. Im Jahre 1595 ging er nach Amsterdam. Dort bekam er 1597 das Bürgerrecht und wurde Mitglied der Rhetorikerkammer Twit Lavendel. 1603 heiratete er erneut, nämlich Geertgen van Eeden, mit der er einen Sohn hatte. In Amsterdam starb er, in Künstlerkreisen hoch angesehen, im Jahre 1607.
Sein Bruder Hans von Coninxloo begründete den Zweig der Künstlerfamilie Coninxloo in Emden.

## Werke
Gillis van Coninxloo wurde oft die Erfindung der Waldlandschaft zugeschrieben, jedoch hat sich das in letzter Zeit relativiert. Allerdings hat er eine große Bedeutung bei der Charakteristik dieses flämischen Bildthemas. In seinen Bildkompositionen füllen Bäume wie eine undurchschaubare Wand den Bildrahmen. Oft jedoch öffnet Coninxloo dieses Dickicht von Bäumen mit asymmetrischen Blickschneisen.